# Municipio de Moulton (Minnesota)
El municipio de Moulton (en inglés: Moulton Township) es un municipio ubicado en el condado de Murray en el estado estadounidense de Minnesota. En el año 2010 tenía una población de 206 habitantes y una densidad poblacional de 2,26 personas por km².

## Geografía
El municipio de Moulton se encuentra ubicado en las coordenadas 43°53′29″N 96°0′18″O / 43.89139, -96.00500. Según la Oficina del Censo de los Estados Unidos, el municipio tiene una superficie total de 91.32 km², de la cual 91,32 km² corresponden a tierra firme y (0 %) 0 km² es agua.

## Demografía
Según el censo de 2010, había 206 personas residiendo en el municipio de Moulton. La densidad de población era de 2,26 hab./km². De los 206 habitantes, el municipio de Moulton estaba compuesto por el 97,57 % blancos, el 2,43 % eran de otras razas. Del total de la población el 5,34 % eran hispanos o latinos de cualquier raza.